# Zappa confluentus
Zappa confluentus är en fiskart som först beskrevs av Roberts, 1978.  Zappa confluentus ingår i släktet Zappa och familjen smörbultsfiskar. Inga underarter finns listade i Catalogue of Life.
Arten förekommer med flera från varandra skilda populationer på Nya Guinea. Den vistas i vattendrag nära kusten och den når bräckt vatten. Exemplaren gräver bon i den mjuka grunden. Födan utgörs av plankton. Zappa confluentus blir upp till 73 mm lång.
Troligtvis påverkas beståndet av vattenföroreningar. I lämpliga habitat är arten talrik. IUCN listar den som livskraftig (LC).